# هنري غريس (مصمم إنتاجي)
هنري غريس (بالإنجليزية: Henry Grace)‏ هو مصمم إنتاجي أمريكي، ولد في 20 مارس 1907 في مقاطعة كيرن في الولايات المتحدة، وتوفي في 16 سبتمبر 1983 في لوس أنجلوس في الولايات المتحدة.

## وصلات خارجية
- هنري جرايس على موقع IMDb (الإنجليزية)
- هنري جرايس على موقع أول موفي (الإنجليزية)
- هنري جرايس على موقع قاعدة بيانات الفيلم (الإنجليزية)